# 요하네스 아그리콜라

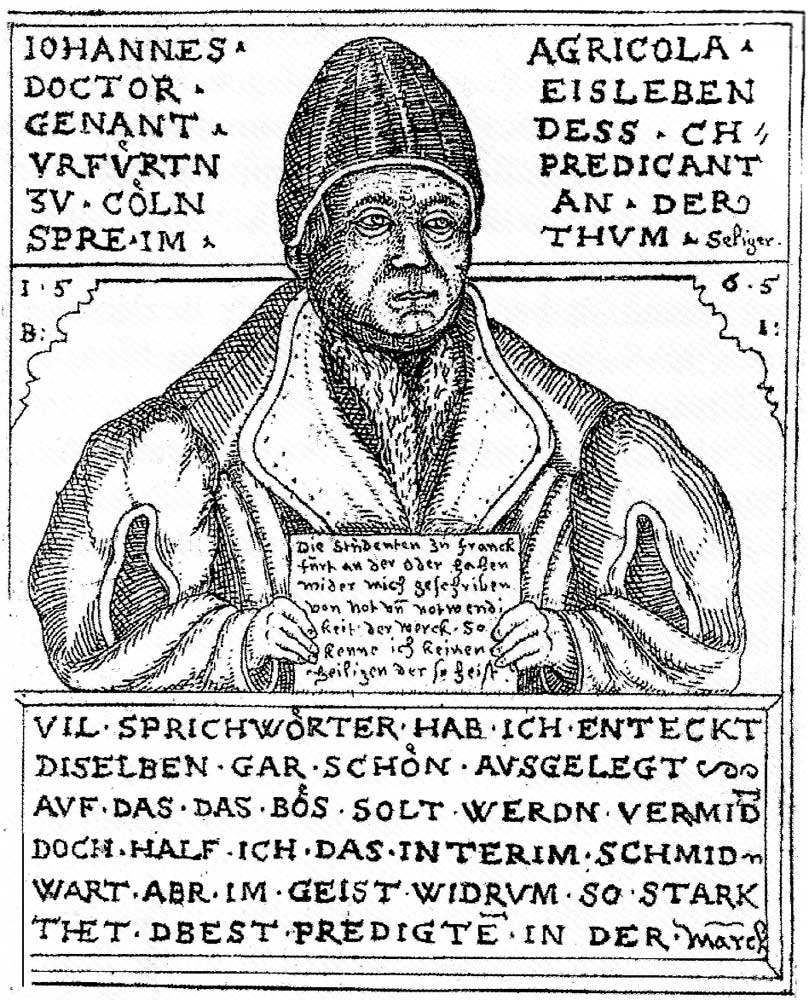
요하네스 아그리콜라

요하네스 아그리콜라(Johannes Agricola; 1494년 4월 20일 - 1566년 9월 22일)는 종교 개혁 당시 독일의 개혁주의자이며 루터란이다. 그는 마틴 루터의 추종자이며 친구였지만, 그리스도인의 율법에 대한 문제에 대하여 루터와 논쟁하였다.

## 논쟁
1536년에 루터로부터 환영을 받았지만, 즉시 논쟁에 휩싸였다. 그는 그리스도인이 십계명으로부터 완전히 자유롭게 되었다고 주장하면서 루터로부터 율법폐기론자로 지명받았다.